# Интеркосмос-11
«Интеркосмос-11» (заводское обозначение ДС-У3-ИК-4) — советский космический аппарат, построенный и запущенный по программе международных научных исследований «Интеркосмос». Четвёртый аппарат этой программы, предназначенный для наблюдения и исследования процессов на Солнце в ультрафиолетовом и рентгеновском диапазоне. На спутнике была установлена научная аппаратура, созданная в СССР, ГДР и ЧССР. Запуск спутника «Интеркосмос-11» был посвящён 250-летию АН СССР.

## Конструкция
Спутник «Интеркосмос-11», как и предыдущие спутники серии «Интеркосмос», предназначенные для изучения Солнца, был построен на платформе ДС-У3, созданной в ОКБ-586 (впоследствии — «КБ Южное»). Спутник массой 335 кг представлял собой герметичный цилиндр c двумя полусферическими крышками, на котором закреплены 8 панелей солнечных батарей, раскрывающихся в полёте таким образом, чтобы не перекрывать друг друга. Ещё 8 малых неподвижных солнечных панелей были установлены на передней части корпуса, обращённой во время полёта на Солнце. Также на передней части корпуса устанавливались датчики и приборы научной аппаратуры. В средней цилиндрической части размещался радиотехнический комплекс, в состав которого входила новая 8-ми канальная система телеметрии, а также система терморегуляции и другие служебные системы. В составе системы терморегуляции на «Интеркосмосе-11» были установлены экспериментальные тепловые трубы. В задней части аппарата находилась система энергоснабжения с заряжающимися от солнечных батарей буферными серебряно-цинковыми аккумуляторами и маховик активной системы ориентации, обеспечивающей постоянное направление передней части спутника на Солнце. Для начальной ориентации после выхода из тени и разгрузки маховика использовались расположенные на корпусе реактивные двигатели, работавшие на сжатом газе.

## Полезная нагрузка
Целью полёта спутника, как и предыдущих аппаратов, построенных на платформе ДС-У3, было исследование излучения Солнца, в том числе в ультрафиолетовом и рентгеновском диапазоне, недоступных при наблюдениях с Земли, и влияние этого излучения на структуру верхней атмосферы. Состав научной аппаратуры, составлявшей полезную нагрузку спутника, включал:
- спектрометр заряженных частиц (СССР);
- рентгеновский поляриметр для измерения поляризации рентгеновского излучения солнечных вспышек (СССР, ГДР);
- рентгеновский спектрогелиограф для получения гелиограмм в диапазоне волн 1,8 — 19 Å (СССР);
- оптический фотометр для исследования излучения Солнца в оптическом диапазоне (СССР, ЧССР);
- рентгеновский фотометр для патрулирования рентгеновского излучения Солнца (СССР, ЧССР);
- ультрафиолетовый фотометр для исследования солнечного излучения в линии водорода Лайман-α и области Шумана-Рунге[англ.] (длина волны 1370—1470 Å) (СССР, ГДР);
- телеметрический передатчик для синхронизации измерений научной аппаратурой КА и средствами наземных пунктов (ГДР, ЧССР, СССР).

## Программа полёта
«Интеркосмос-11» был запущен 17 мая 1974 года с полигона Капустин Яр ракетой-носителем Космос-3М. Спутник был выведен на околоземную орбиту с апогеем 526 км, перигеем 424 км, наклонением 50,7° и периодом обращения 94,5 мин. В международном каталоге COSPAR спутник получил идентификатор 1974-034А. Полет космического аппарата отслеживали наземные обсерватории ВНР, СРР, НРБ, ГДР, ЧССР и СССР. Приём научной информации осуществлялся наземными пунктами ГДР, СССР и ЧССР.  
В ходе полёта спутника были изучены основные характеристики рентгеновского излучения «спокойного» Солнца. Измерен абсолютный поток излучения и его вариации при различных уровнях солнечной активности, определён спектральный состав излучения, локализованы рентгеновские активные области в солнечной короне.
«Интеркосмос-11» работал на орбите до 17 февраля 1975 года, 6 сентября 1979 года спутник вошёл в атмосферу и прекратил своё существование. Исследования Солнца по программе «Интеркосмос» были продолжены на спутнике «Интеркосмос-16», а впоследствии на российско-украинском аппарате «КОРОНАС-И», запущенном уже после распада СССР и социалистического лагеря.